# Indomelothria blumei
Indomelothria blumei är en gurkväxtart som först beskrevs av Nicolas Charles Seringe, och fick sitt nu gällande namn av W.J.de Wilde och Duyfjes. Indomelothria blumei ingår i släktet Indomelothria och familjen gurkväxter. Inga underarter finns listade i Catalogue of Life.